# Sovetskij rajon (Oblast' di Saratov)
Il Sovetskij rajon (in russo Советский район?) è un rajon dell'Oblast' di Saratov, nella Russia europea; il capoluogo è Stepnoe. Il rajon ricopre una superficie di 1.400 chilometri quadrati.